# Quadratur der Parabel

Quadratur der Parabel

Die Quadratur der Parabel wird beschrieben durch folgenden Satz:
Die Flächenmaßzahl eines Parabelsegments beträgt {\displaystyle {\frac {4}{3}}} der Flächenmaßzahl des einbeschriebenen Dreiecks mit der gleichen Höhe.
Der erste Beweis dieser Aussage stammt von dem berühmten griechischen Mathematiker Archimedes und erschien in seinem überlieferten Werk Die Quadratur der Parabel, das eine Sammlung von Briefen an den griechischen Mathematiker Dositheos darstellt, in denen er die Lösung des Problems beschreibt.
Archimedes bewies seine Behauptung für Parabelsegmente, die nicht notwendig symmetrisch zur y-Achse sind. Für y-achsensymmetrische Parabelsegmente lässt sich die Aussage des Satzes kürzer auch mittels Integration beweisen.
Beide Beweisvarianten werden aus Gründen der Vergleichbarkeit im Folgenden für symmetrische Parabelsegmente durchgeführt, wie es unter anderem auch bei Deiser zu finden ist.
Folgende Vereinfachungen werden ohne Beschränkung der Allgemeinheit beiden Beweisvarianten zugrunde gelegt:
- Die Parabel mit der Gleichung {\displaystyle f(x)=kx^{2}} mit {\displaystyle k>0} und {\displaystyle x\in \mathbb {R} } ist eine gestreckte Normalparabel, wodurch das Verhältnis zwischen der Maßzahl des Parabelsegments und der Maßzahl des einbeschriebenen Dreiecks für alle {\displaystyle k} konstant ist. Aus diesem Grunde reicht es aus, die Normalparabel zu betrachten.
- Aus Symmetriegründen genügt der Nachweis für das halbe Parabelsegment, das sich hier auf eine nach oben geöffnete Normalparabel bezieht.

## Beweis nach Archimedes

Planfigur

Die Beweisidee von Archimedes basiert auf einer Exhaustion mit Dreiecksflächen.
Die grün und blau gefärbten Flächen setzen sich aus Teildreiecken zusammen, in denen jeweils die kleinste Seite als Grundseite (Seiten {\displaystyle CH}, {\displaystyle BG} und {\displaystyle DF}) gewählt wird und bei denen der Fußpunkt der Höhe jeweils auf der Verlängerung der Grundseite erscheint.
Mit den Bezeichnungen in der Planfigur lassen sich dann die Flächenmaßzahlen folgendermaßen berechnen:
{\displaystyle A_{1}={\frac {1}{2}}a\cdot a^{2}={\frac {1}{2}}a^{3}}
{\displaystyle A_{2}=2\cdot {\frac {1}{2}}{\overline {CH}}\cdot {\frac {1}{2}}a={\frac {1}{2}}a\cdot {\overline {CH}}}
{\displaystyle A_{3}=A_{31}+A_{32}=2\cdot {\frac {1}{2}}{\overline {BG}}\cdot {\frac {1}{4}}a+2\cdot {\frac {1}{2}}{\overline {DF}}\cdot {\frac {1}{4}}a={\frac {1}{4}}a\cdot ({\overline {BG}}+{\overline {DF}})}
Die Längen der jeweils kleinsten Grundseiten ergeben sich wie folgt:
{\displaystyle {\overline {CH}}={\frac {1}{2}}f(a)-f\left({\frac {1}{2}}a\right)={\frac {1}{4}}a^{2}}
{\displaystyle {\overline {BG}}={\frac {1}{2}}f\left({\frac {1}{2}}a\right)-f\left({\frac {1}{4}}a\right)={\frac {1}{16}}a^{2}}
Die Grundseitenlänge {\displaystyle {\overline {DF}}} erhält man durch Anwendung eines Strahlensatzes.
{\displaystyle {\frac {\overline {CK}}{\overline {FK}}}={\frac {\overline {CL}}{\overline {EL}}}\Leftrightarrow {\overline {FK}}={\frac {{\overline {CK}}\cdot {\overline {EL}}}{\overline {CL}}}={\frac {{\frac {1}{4}}a\cdot (f(a)-f({\frac {1}{2}}a)}{{\frac {1}{2}}a}}={\frac {{\frac {1}{4}}a\cdot (a^{2}-{\frac {1}{4}}a^{2})}{{\frac {1}{2}}a}}={\frac {3}{8}}a^{2}}
{\displaystyle {\overline {DF}}={\overline {FK}}-{\overline {DK}}={\frac {3}{8}}a^{2}-\left(f\left({\frac {3}{4}}a\right)-f\left({\frac {1}{2}}a\right)\right)={\frac {3}{8}}a^{2}-\left({\frac {9}{16}}a^{2}-{\frac {1}{4}}a^{2}\right)={\frac {1}{16}}a^{2}}
Setzt man die Längen {\displaystyle {\overline {CH}}}, {\displaystyle {\overline {BG}}} und {\displaystyle {\overline {DF}}} in {\displaystyle A_{1}}, {\displaystyle A_{2}} und {\displaystyle A_{3}} ein, so folgt:
{\displaystyle A_{1}={\frac {1}{2}}a\cdot a^{2}={\frac {1}{2}}a^{3}=2\cdot {\frac {1}{4}}a^{3}}
{\displaystyle A_{2}=2\cdot {\frac {1}{2}}\cdot {\frac {1}{4}}a^{2}\cdot {\frac {1}{2}}a={\frac {1}{8}}a^{3}=2\cdot {\frac {1}{16}}a^{3}}
{\displaystyle A_{3}=A_{31}+A_{32}=2\cdot {\frac {1}{2}}\cdot {\frac {1}{16}}a^{2}\cdot {\frac {1}{4}}a+2\cdot {\frac {1}{2}}\cdot {\frac {1}{16}}a^{2}\cdot {\frac {1}{4}}a={\frac {1}{32}}a^{3}=2\cdot {\frac {1}{64}}a^{3}}
…
{\displaystyle A_{n}=2\cdot {\frac {1}{4^{n}}}\cdot a^{3}}{\displaystyle (n\in \mathbb {N} )}
Die Maßzahl des Parabelsegments ist somit der Grenzwert einer geometrischen Reihe.
{\displaystyle 2\cdot (A_{1}+A_{2}+A_{3}+...+A_{n})=2a^{3}\cdot \left({\frac {1}{4^{1}}}+{\frac {1}{4^{2}}}+{\frac {1}{4^{3}}}+...+{\frac {1}{4^{n}}}\right)=2a^{3}\cdot \sum _{k=1}^{n}{\frac {1}{4^{k}}}}
{\displaystyle 2\cdot 2a^{3}\cdot \sum _{k=1}^{\infty }{\frac {1}{4^{k}}}=4a^{3}\cdot {\frac {\frac {1}{4}}{1-{\frac {1}{4}}}}={\frac {4}{3}}a^{3}}
Da die Maßzahl des einbeschriebenen Dreiecks {\displaystyle {\frac {1}{2}}\cdot 2a\cdot f(a)={\frac {1}{2}}\cdot 2a\cdot a^{2}=a^{3}} beträgt, ist die Aussage von Archimedes über die Quadratur der Parabel bewiesen.

## Beweis mittels Integration
Flächenmaßzahl des Parabelsegments:
{\displaystyle 2\cdot \left(a\cdot a^{2}-\int _{0}^{a}x^{2}\,\mathrm {d} x\right)={\frac {4}{3}}a^{3}}

Planfigur

Flächenmaßzahl des einbeschriebenen Dreiecks:
{\displaystyle {\frac {1}{2}}\cdot 2a\cdot a^{2}=a^{3}}
Damit ist die archimedische Aussage bestätigt.